# Patanga humilis
Patanga humilis är en insektsart som beskrevs av Bi, D. 1985. Patanga humilis ingår i släktet Patanga och familjen gräshoppor. Inga underarter finns listade i Catalogue of Life.